# Tony Speller
Pour les articles homonymes, voir Speller.
Tony Speller est un homme politique britannique née le 12 juin 1929 à Exeter et mort le 15 février 2013. Membre du Parti conservateur, il représente la circonscription du North Devon à la Chambre des communes de 1979 à 1992.

## Biographie
Diplômé en économie de l'université de Londres et en sciences sociales de l'université d'Exeter, Tony Speller fonde une chaîne de boutiques  de photocopies à Exeter dans les années 1960. C'est en octobre 1974 qu'il se présente pour la première fois aux élections, dans la circonscription du North Devon qui est un bastion Parti libéral depuis 1959. Il parvient à réduire de moitié l'avance du député sortant, le leader libéral Jeremy Thorpe, mais perd tout de même avec 6 721 voix.
Aux élections suivantes, en 1979, la situation a changé du tout au tout. Thorpe est empêtré depuis plusieurs années dans une affaire de mœurs qui lui a coûté la direction du Parti libéral. Le coup porté à sa réputation permet à Speller de le battre par 8 473 voix d'écart, mettant un terme définitif à sa carrière politique.
Tony Speller est réélu en 1983 et 1987. Il est battu en 1992 par le libéral-démocrate Nick Harvey, qui emporte le siège avec 792 voix d'avance sur Speller.